# Mask Aligner

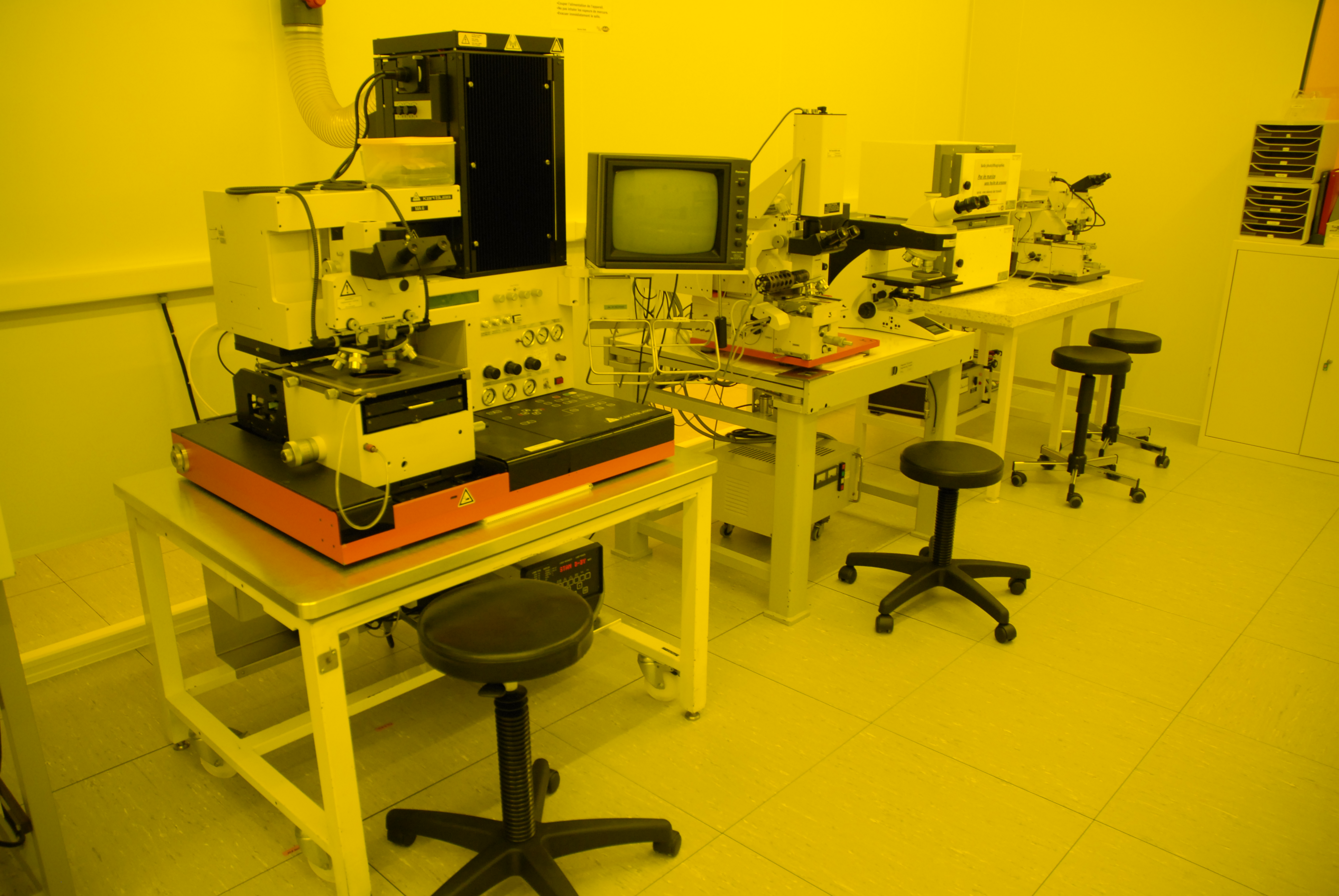
Zwei Mask-Aligner unter photochemisch unwirksamer Beleuchtung („Gelblicht“)

Mask Aligner (dt. etwa Maskenpositionierer, Maskenausrichter) sind Vorrichtungen oder Geräte, die zur exakten Positionierung von Masken für die Fotolithografie in der Mikrochipherstellung benutzt werden.
Im Unterschied zu Steppern wird bei Mask Alignern eine Fotomaske verwendet, die die Vorlage für den gesamten Wafer enthält. Diese wird daher auch nur einmal belichtet. Bei Steppern wird die Vorlage auf der Maske mehrfach nebeneinander ("Steps") auf den Wafer projiziert.

## Verwendungszweck
Microchips (z. B. CPUs, GPUs, MEMS u. a.) bestehen aus einer Vielzahl übereinander liegender Schichten (engl.: layer). Diese Schichten bilden zusammen die elektronischen Schaltkreise und ergeben die gesamte Funktion des Chips.
Die Ebenen müssen bei der Herstellung genauestens nacheinander und übereinander positioniert werden, um die elektrischen Verbindungen der Ebenen untereinander sicherzustellen und die Funktionalität des Chips zu gewährleisten. Die erste Ebene, die auf den Wafer belichtet wird, beinhaltet dazu einen Satz an Positionierungsmarkierungen („alignment marks“). Sie müssen sehr präzise ausgeführt sein und werden zur weiteren Ausrichtung der nachfolgenden Ebenen benutzt. Die Positionierungsmarkierungen werden zum Zweck der Identifikation, zu welcher Ebene welche Marke gehört, eindeutig gekennzeichnet. Dies ist auch wichtig, um zu wissen, zu welcher Markierung die zu belichtende Ebene ausgerichtet werden soll.
Die Positionierung des zu belichtenden Substrats wird durch so genannte Laser-Interferometrie unterstützt. So wird eine Positionierung besser als 50 nm erreicht, was für die zuverlässige Belichtung von großflächigen Wafern unabdingbar ist.